# Тейлор, Эрни
Э́рнест Те́йлор (англ. Ernest Taylor; 2 сентября 1925 — 9 апреля 1985), более известный как Э́рни Те́йлор (англ. Ernie Taylor) — английский футболист, нападающий. Из-за небольшого роста (163 см) получил прозвище «Мальчик-с-пальчик» ('Tom Thumb'). Сыграл в трёх финалах Кубка Англии за три разных клуба.

## Футбольная карьера
Уроженец Сандерленда, Эрни Тейлор начал играть в футбол за клуб местной угольной шахты «Хилтон Коллиери». Также проходил службу в ВМФ Великобритании на подводной лодке. В сентябре 1942 года стал игроком клуба «Ньюкасл Юнайтед». В провёл за «Ньюкасл» 26 матчей и забил 7 голов в военной лиге. 5 января 1946 года дебютировал за «Ньюкасл Юнайтед» в официальном матче Футбольной лиги против «Барнсли». По итогам сезона 1947/48 «Ньюкасл» вышел в Первый дивизион Футбольной лиги, Эрни провёл в том сезоне только 8 матчей. В следующем сезоне он пробился в основной состав, сыграв 28 матчей и забив 3 мяча. Приводится такая его характеристика: «Эрни Тейлор едва ли весил 10 стоунов (63 кг) и был ростом 5 футов и 4 дюйма (163 см), по сути он был коротышкой среди гигантов на футбольном поле. Он носил бутсы 4-го размера, но обладал талантом и умением отдать разрезающий пас, которое делало его одним из наиболее продуктивных распасовщиков в стране».
В сезоне 1950/51 Эрни забил 8 мячей в 40 матчах и помог своей команде занять 4-е место в Первом дивизионе, а также выйти в финал Кубка Англии, в котором «Ньюкасл» встретился с «Блэкпулом». В первом тайме команды голов не забили. Но во втором тайме на 50-й минуте Джеки Милберн открыл счёт после паса Хорхе Робледо, а спустя пять минут тот же Милберн забил второй мяч после изящного паса пяткой от Эрни Тейлора. Матч завершился победой «Ньюкасла» со счётом 2:0, и Тейлор выиграл свой первый Кубок Англии. Легендарный игрок Стэнли Мэтьюз, выступавший в составе проигравшей команды, назвал Тейлора «архитектором победы» «Ньюкасла» и попросил главного тренера «Блэкпула» Джо Смита организовать его трансфер. Мэтьюз вспоминал: «Эрни был дерзим, самоуверенным игроком, а если у него шла игра, он мог быть просто гениальным. Несмотря на худощавое телосложение, он с хладнокровием выдерживал самые грубые отборы мяча и мог вскрывать самые сложные и организованные оборонительные порядки соперника». Тейлор провёл за «Ньюкасл» 117 официальных матчей и забил 21 мяч.
Джо Смит последовал совету Мэтьюза и в октябре 1951 года Эрни перешёл в «Блэкпул» за 25 000 фунтов. В «Блэкпуле» была собрана мощная команда, в которой уже играли такие игроки как Стэнли Мэтьюз, Хьюи Келли, Стэн Мортенсен, Гарри Джонстон и Билл Перри. Эрни Тейлор сформировал в этой команде связку с Мэтьюзом на правом фланге атаки. В 1953 году «Блэкпул» вышел в финал Кубка Англии (в третий раз за пять лет), в котором встретился с «Болтон Уондерерс». Этот матч вошёл в историю как «финал Мэтьюза», «Блэкпул» одержал в нём победу со счётом 4:3, а Тейлор выиграл второй в своей карьере Кубок Англии.
25 ноября 1953 года Эрни Тейлор сыграл свой единственный матч за национальную сборную, в которой англичане проиграли «золотой команде» Венгрии по счётом 6:3.
В феврале 1958 года перешёл за 8000 фунтов в «Манчестер Юнайтед», который нуждался в усилении после потери большого числа игроков в мюнхенской авиакатастрофе. Джимми Мерфи считал, что опыт 32-летнего Эрни Тейлора крайне необходим молодой команде, оставшейся без ряда ключевых игроков. Дебютировал за клуб 19 февраля 1958 года в матче пятого раунда Кубка Англии против «Шеффилд Уэнсдей», в которой «Юнайтед» одержал победу со счётом 3:0. Всего в оставшейся части сезона 1957/58 провёл за команду 19 матчей и забил 4 мяча. Обескровленный «Юнайтед» с Тейлором в составе сумел выйти в финал Кубка Англии 1958 года, но уступил в нём «Болтону» со счётом 2:0. Эрни провёл в «Юнайтед» 30 матчей и забил 4 мяча, но уже в декабре 1958 года был продан в «Сандерленд» за 7000 фунтов.
В «Сандерленде» Тейлор провёл ещё три сезона. В дальнейшем играл за «Олтрингем» и «Дерри Сити», после чего перебрался в Новую Зеландию, где тренировал клуб «Нью-Брайтон» и играл за «Ист-Коуст Бейз».
После завершения футбольной и тренерской карьеры жил в Ливерпуле, где работал на автозаводе Vauxhall Motors.
Умер в Беркенхеде 9 апреля 1985 года.